# Trochalus discoideus
Trochalus discoideus är en skalbaggsart som beskrevs av Fabricius 1801. Trochalus discoideus ingår i släktet Trochalus och familjen Melolonthidae. Inga underarter finns listade i Catalogue of Life.